# المرتفع السيبيري

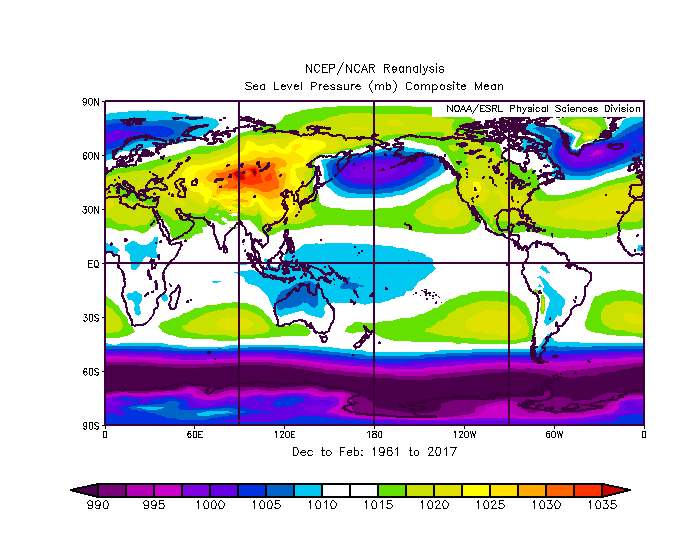

المرتفع السيبيري (أو الآسيوي) هو مركز ضغط جوي مرتفع شبه دائم يتمركز نحو القطب الشمالي فوق خط العرض 45° ش على شمال شرق سيبيريا. وهو واحد من أهم مراكز الضغط الجوي خلال فصل شتاء النصف الشمالي للكرة الأرضية.
و نادرا ما يمتد تأثيره إلى ارتفاعات تتعدى 2400 م (8000 قدم) حيث أنه يتكون من هواء بارد وكثيف. أما على ارتفاع 3000 م فيفقد المرتفع كل خصائصه.
و تظهر الخرائط اليومية للرصدات الجوية على النصف الشمالي للكرة الأرضية عددا من منخفضات ومرتفعات الضغط الجوي مرتبطة بالتقلبات الجوية على طول الجبهة القطبية الفاصلة بين الكتل الهوائية الباردة والكتل الهوائية الدافئة. بإنشاء خرائط المتوسطات يتم استبعاد التقلبات الجوية المتنقلة فتبرز بوضوح شبه ديمومة المرتفع السيبيري.
متوسط الضغط الجوي عند مستوى سطح البحر للمرتفع السيبيري من أجل شهر يناير يساوي 1035 هيكتوباسكال ما يعادل 22 هيكتوباسكال فوق المعدل العالمي للضغط الجوي عند مستوى سطح البحر الذي يساوي 1013 هيكتوباسكال.
و يعزى هذا الضغط الجوي المرتفع إلى التبريد القاري الواسع النطاق على الكتلة القارية الآسيوية الشاسعة خلال فصل الشتاء. فالمرتفع السيبيري يسجل أعلى قيم الضغط الجوي للكرة الأرضية على الإطلاق. فقد سجلت أجاتا بسيبيريا في 31/12/1968 رقما قياسيا للضغط بـ 1084 هيكتوباسكال وذلك إبان فترة موجة برد شديد.
و بصفة عامة، يغطي المرتفع السيبيري مساحات شاسعة ممتدة من السفوح الجبلية حول بحر قزوين إلى سلسلة جبال أنادير بشمال شرق سيبيريا، متمركزا حول منطقة بايكال.
و يروم المرتفع السيبيري إلى النزوح نحو الواجهة المطلة على المحيط الهادئ لأوراسيا خلال فترات شدة الدورة الجوية. أما خلال الفترات المتناوبة لضعف الدورة الجوية فينزح غربا باتجاه أوروبا. فتتأثر أحوال الطقس كثيرا بهذه التقلبات في الضغط الجوي، فمثلا قد تصيب شمال غرب أوروبا موجة برد شديدة مصحوبة بهواء قاري جاف قادم من آسيا إبان فترة ضعف الدورة الجوية. كما يقترن المرتفع السيبيري بأدنى درجات الحرارة المسجلة بالنصف الشمالي للكرة الأرضية على الإطلاق.

## المصدر
- موسوعة مناخ العالم – جون أُ. أوليـفِر - روبر م, هوردون.
- معجم المصطلحات العلمية والفنية المستعملة في الأرصاد الجوية (إنجليزي-عربي)– محمد فتحي طه.